# Ariaramnes
{{Nhiều vấn đề|
Ariaramnes (tiếng Ba Tư cổ: ⁵⁶⁷⁸⁹⁰⁹⁰, Ariyāramna "Ông là người mang lại hòa bình cho thần dân Aryan (còn gọi là Iran)") là ông nội của Darius I, và có thể là vua xứ Parsa, vương quốc cổ ở Đế quốc Ba Tư xưa.
Ariaramnes có lẽ là anh vua Cyrus I của Anshan đồng thời là con vua Teispes, nhưng không chắc chắn. Nói cách khác thì ông là một thành viên nhà Achaemenid. Theo chứng minh bởi bi văn tại Bisitun thì ông là vị vua đầu tiên của một nhánh Achaemenid khác, đã cai trị song song với Cyrus I và con trai là Cambyses I.